# Derovatellus eupteryx
Derovatellus eupteryx är en skalbaggsart som beskrevs av Guignot 1955. Derovatellus eupteryx ingår i släktet Derovatellus och familjen dykare. Inga underarter finns listade i Catalogue of Life.